# Иннес, Хэммонд
Ральф Хэммонд Иннес (англ. Ralph Hammond Innes; * 15 июля 1913 г. Хоршам, Западный Суссекс — 10 июня 1998 г. Керси, Суффолк) — английский писатель, автор военно-приключенческих и исторических романов и повестей, научно-популярных книг, рассказов и повестей для детей, а также путевых заметок.

## Жизнь и творчество
Родился в южной Англии. Первый свой роман, «Двойник», написал в возрасте 17 лет (вышел в свет в 1937 году). В период с 1934 по 1940 год работает для лондонской газеты «Financial News». Участник Второй мировой войны, до 1946 года служит в британской армии, офицер-артиллерист. В 1978 году, незадолго до смерти, Иннес посвящается в командоры Ордена Британской империи. Много путешествовал, увиденное им в разных странах легло основу ряда его произведений.
На создание романа у писателя в среднем уходило шесть месяцев, связанных с поездками и изучением исторического материала, и затем ещё шесть месяцев, в течение которых собственно и создавалось это произведение. Местом действия многих романов Иннеса является море. Также ряд его произведений посвящены темам, связанным с геологией, вулканизмом, поиском полезных ископаемых, шахтным делом и т. д. Героями приключенческих романов Иннеса являются простые люди, врачи, солдаты, шахтёры, инженеры, моряки, волею обстоятельств оказавшиеся в опасных ситуациях, с резко ограниченными ресурсами и возможностями, и поэтому вынужденными использовать свои ум и смекалку для спасения. Последний роман был написан им в 1996 году (Delta Connection).
Некоторые произведения писателя легли в основу художественных и телевизионных фильмов, например Крушение «Мэри Диар» (1959).

## Избранные сочинения
- Двойник (The Doppelganger, 1937)
- Трагедия в воздухе (Air Disaster, 1937)
- Троянский конь (The Trojan Horse, 1940)
- Шахта-убийца (The Killer Mine, 1947)
- Скала Мэддон (Maddons Rock, 1948)
- Синий лёд (The Blue Ice, 1948)
- Белый Юг (The White South, 1949)
- Гора в огне (The Angry Mountain, 1950)
- Воздушный мост. (Air Bridge, 1951)
- Королевство Кэмпбелла (Campbell’s Kingdom, 1952)
- Крушение «Мэри Диар» (The Wreck of the «Mary Deare», 1956)
- Лабрадор. Страна Каина/Львиное озеро (The Land God Gave to Cain, 1958)
- Утраченный оазис (The Doomed Oasis, 1960)
- Конкистадоры (The Conquistadors, 1969, русск. перевод: Хэммонд Иннес. "Конкистадоры: История испанских завоеваний XV-XVI веков" // Пер. с англ. Н.И. Лисовой. М.: Изд-во Центрполиграф, 2002.)
- Человек с Лефкаса (Levkas Man, 1971)
- Северная звезда (North Star, 1974)
- Последнее путешествие капитана Кука (The Last Voyage, 1978)
- Чёрный потоп (The Black Tide, 1982)
- Медуза (Medusa. (1988)

Путевые заметки:
- Урожай путешествий (Harvest of Journeys, 1960)
- Скандинавия (Scandinavia, 1963)

## Теле — и кинофильмы (избранное)
- 1953: «Ад ниже нуля» (Hell below zero) — по мотивам романа «Белый Юг»
- 1957: «Опасное наследство» (Campbell’s kingdom)
- 1959: «Крушение Мэри Диар» (The wreck of the Mary Deare)
- 1977: «Золото пустыни» (Golden Soak, австралийско-британско-немецкий телевизионный сериал в 6 частях)

## Дополнения
- Иннес, Хэммонд в Немецкой национальной библиотеке.
- Иннес, Хэммонд (англ.) на сайте Internet Movie Database